# Севське
Се́вське (рос. Севское), до 1947 року — Бьотхерсдорф (нім. Böttchersdorf) — селище в Правдинському районі Калінінградської області Російської Федерації. Входить до складу Правдинського міського поселення.
У 1407—1410 роках в Бьотхерсдорфі була збудована кам'яно-цегляна кірха, що збереглась донині.
Також на території селища знаходиться поховання понад 400 радянських воїнів, які загинули весною 1945 року.